# Argynnis rosea
Argynnis rosea är en fjärilsart som beskrevs av Cosmovici 1892. Argynnis rosea ingår i släktet Argynnis och familjen praktfjärilar. Inga underarter finns listade i Catalogue of Life.